# Pete Fromm
Pour les articles homonymes, voir Fromm.
Œuvres principales
Indian Creek (1993)
Mon désir le plus ardent (2016)
La Vie en chantier (2019)
Le Lac de nulle part (2022)
Pete Fromm est un écrivain américain né le 29 septembre 1958 à Milwaukee dans le Wisconsin.
Romancier et nouvelliste, il a connu un important succès public et critique grâce à Indian Creek, roman autobiographique dans lequel il raconte son expérience de la solitude au cœur des montagnes Rocheuses lorsqu'il était étudiant.

## Biographie
Après des études secondaires à Milwaukee, Pete Fromm étudie la biologie animale à l'université de Montana. D'octobre 1978 à juin 1979, il est embauché par l'office de réglementation de la chasse et de la pêche de l'Idaho pour rester seul dans les montagnes, en plein cœur de l'aire naturelle protégée de Selway-Bitterroot, à surveiller l'éclosion d'œufs de saumon.
C'est sur les conseils de Bill Kittredge, dont il a suivi un cours d'écriture créative à la seule fin de décrocher son diplôme universitaire, puis de Rick DeMarini, qui anime un atelier d'écriture auquel Pete Fromm assiste clandestinement, qu'il envisage d'écrire en profitant de son expérience des grands espaces et de la vie au grand air.
Il cumule plusieurs petits boulots, dont celui de maître-nageur à Lake Mead (Nevada), puis de ranger dans le parc national de Grand Teton, au Wyoming avant de rencontrer un modeste succès avec son recueil de nouvelles The Tall Uncut (1992). La reconnaissance médiatique vient avec ses chroniques d'Un hiver au cœur des Rocheuses (1993), où il relate son expérience de l'hiver 1978-79.

## Œuvres

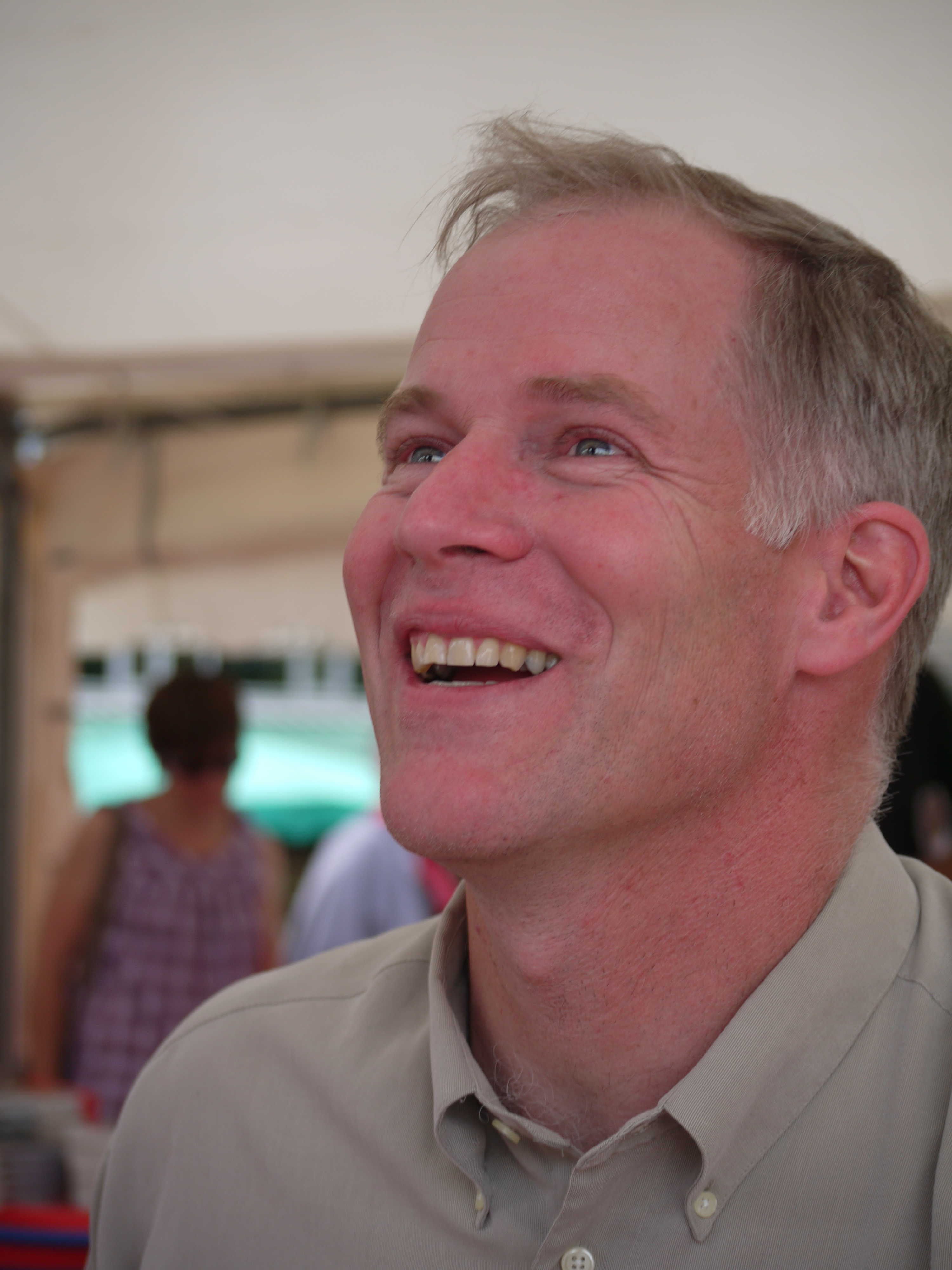
Pete Fromm en dédicace à la Comédie du Livre de Montpellier en 2010.

### Nouvelles
- 1992 : The Tall Uncut: Lives Amid the Landscapes of the American West
- 1994 : King of the Mountain: Sporting Stories
- 1997 : Chinook (Dry Drain) (trad. Marc Amfreville), Paris, éditions Gallmeister, coll. « Fiction », 2011, 232 p. ; coll. "Totem", 2022, 320 p.
- 1998 : Avant la nuit (Blood Knot) (trad. Denis Lagae-Devoldère), Paris, éditions Gallmeister, coll. « Fiction », 2010, 184 p.
- 1999 : Night Swimming

### Romans
- 1993 : Indian Creek (Indian Creek Chronicles: A Winter in the Wilderness) (trad. Denis Lagae-Devoldère), Paris, éditions Gallmeister, coll. « Fiction », 2016, 288 p. ; coll. "Totem", 2010, 256 p.
- 1994 : Monkey Tag
- 2000 : Comment tout a commencé (How All This Started) (trad. Laurent Bury), Paris, éditions Gallmeister, coll. « Fiction », 2013, 336 p. ; coll. "Totem", 2020, 368 p.
- 2003 : Lucy in the sky (As Cool As I Am) (trad. Laurent Bury), Paris, éditions Gallmeister, coll. « Fiction », 2015, 392 p. ; coll. "Totem", 2017, 432 p.
- 2014 : Mon désir le plus ardent (If Not for This) (trad. Juliane Nivelt), Paris, éditions Gallmeister, coll. « Fiction », 2018, 288 p. ; coll. "Totem", 2019, 288 p.
- 2017 : Le Nom des étoiles (The Names of the Stars) (trad. Laurent Bury), Paris, éditions Gallmeister, coll. « Fiction », 2016, 272 p. ; coll. "Totem", 2018, 272 p.
- 2019 : La Vie en chantier (A Job You Mostly Won't Know How To Do) (trad. Juliane Nivelt), Paris, éditions Gallmeister, coll. « Fiction », 2019, 384 p. ; coll. "Totem", 2021, 336 p.
- 2022 : Le Lac de nulle part (trad. Juliane Nivelt), Paris, éditions Gallmeister, coll. « Fiction », 2022, 448 p. ; coll. "Totem", 2023, 400 p.
- 2025 : Impératrice des airs (Imperatice Des Airs) éditions Gallmeister, coll. « Fiction », 2025

## Récompenses
Prix de la Pacific Northwest Booksellers Association
- 1994 : pour Indian Creek
- 1998 : pour Dry Drain
- 2001 : pour Comment tout a commencé
- 2004 : pour Lucy in the Sky
- 2015 : pour Mon désir le plus ardent